# Кім Силь Гі
Кім Силь Гі (кор. 김슬기) — південнокорейська акторка та комікеса.

## Біографія
Кім Силь Гі народилася 10 жовтня 1991 року в південнокорейському місті Пусан. 
Зі шкільних років вона мріяла стати акторкою, тож по закінченню школи вступила до Сеульського інституту мистецтв. 
У 2011 році Силь Гі взяла участь в університетській виставі, постановником якої був відомий режисер Чан Чін. Вдала гра студентки запам'яталась режисеру і незабаром він запропонував Силь Гі стати однією з ведучих нового розважального шоу. Популярність шоу принесла їй впізнаваність на батьківщині, в той же час вона почала грати епізодичні ролі в фільмах та серіалах. Восени 2014 року Силь Гі зіграла одну з головних ролей в популярному романтичному серіалі «Відкриття кохання», здобувши перші акторські нагороди. 
У наступні роки Сил Гі здебільшого знімалася в телесеріалах, виконуючи як головні ролі, так і камео.

## Фільмографія

### Телевізійні серіали
| Рік       | Назва                                                 | Роль                                   | Мережа |
| --------- | ----------------------------------------------------- | -------------------------------------- | ------ |
| 2011      | «Струни душі»                                         | учасниця музичного гурту               | MBC    |
| 2012      | «Родина 21-го сторіччя»                               | Кім Силь Гі                            | tvN    |
| 2012      | «Місцезнаходження Но Сук Чжі» (спеціальна драма)      | студентка                              | KBS2   |
| 2012      | «Чергове весілля» (спеціальна драма)                  | Хан Чі Хє                              | KBS2   |
| 2013      | «Мої милі хлопці»                                     | Кім Силь Гі                            | tvN    |
| 2013      | «Нескінченна сила»                                    | Кім Соль                               | Naver  |
| 2013      | «Бель амі»                                            | вчителька Докго Ма Те (камео, 1 серія) | KBS2   |
| 2013      | «Відповідь у 1994»                                    | кузіна Соккері (камео, 14 та 15 серії) | tvN    |
| 2014      | «Я незабаром помру» (спеціальна драма)                | Кім Са Ран                             | KBS2   |
| 2014      | «Проста русалонька»                                   | Ан Хе Йон                              | tvN    |
| 2014      | «Відкриття кохання»                                   | Юн Соль                                | KBS2   |
| 2014      | «Щоденник ображеної жінки» (фестивальна драма)        | Кон Чвї                                | MBC    |
| 2015      | «Вбий мене, Зціли мене»                               | Хо Сук Хї (камео, 1-4 серії)           | MBC    |
| 2015      | «О, мій привид»                                       | Сін Сун Е                              | tvN    |
| 2015      | «Splash Splash Love»                                  | Чан Дан Бі                             | MBC    |
| 2016      | «Друга та остання любов»                              | Ко Мі Ре                               | SBS    |
| 2016      | «Кохання в місячному сяйві»                           | молодий євнух (камео, 18 серія)        | KBS2   |
| 2017      | «Фея важкої атлетики Кім Бок Чжу»                     | Силь Гі (камео, 15 серія)              | MBC    |
| 2017      | «Легенда про синє море»                               | русалка (камео, 20 серія)              | SBS    |
| 2017      | «Три кольорові фантазії»: «Життя наповнене романтики» | рибачка (камео, 6 серія)               | MBC    |
| 2017      | «Три кольорові фантазії»: «Королева кільця»           | Мо Нан Хї                              | MBC    |
| 2017      | «Охоронці»                                            | Со По Мі                               | MBC    |
| 2018      | «Все про мого закоханого суперника» (сценічна драма)  | Сон Йон                                | tvN    |
| 2019–2020 | «Кохання з вадами»                                    | Кім Мі Кьон                            | MBC    |
| 2020      | «Знайди мене у своїй пам’яті»                         | Йо Ха Кьон                             | MBC    |
| 2020      | «Привіт до побачення, мамо!»                          | Сін Сун Е (камео, 10 серія)            | tvN    |
| 2021      | «Хлопчики-ракетки»                                    | камео (16 серія)                       | SBS    |
| 2022      | «Літаючі зірки»                                       | камео (2 серія)                        | tvN    |
| 2022      | «Юридична кав'ярня»                                   | Хан Се Йон                             | KBS2   |

### Фільми
| Рік  | Назва                                 | Роль                             |
| ---- | ------------------------------------- | -------------------------------- |
| 2012 | «Дон Хен»                             | Су А                             |
| 2012 | «Пьон Хен Сон»                        | Хан Се А                         |
| 2013 | «Історія жахів 2» (сегмент: «Аварія») | Юн Мі Ра                         |
| 2014 | «Міс бабуся»                          | Пан Ха На                        |
| 2014 | «Ода моєму батькові»                  | Юн Ккит Сун                      |
| 2016 | «Настрій дня»                         | асистентка менеджера Хон (камео) |
| 2016 | «Зліт 2»                              | Чо Мі Ран                        |
| 2016 | «Загублений у місячному сяйві»        | Дарамі (голос)                   |
| 2017 | «Маніпулююче місто»                   | Ин Пьо                           |
| 2019 | «Блазень: Змінювачі гри»              | Кин Док                          |
| 2019 | «Подарунок»                           | Бо Ра                            |
| 2021 | «Нічого серйозного»                   | подруга Сон Бін                  |
| 2022 | «Стелла»                              | Йон Мі                           |
| 2022 | «Сімейка на шосе»                     | Чі Сук                           |

### Вар'єте
- «Суботнього вечора в прямому ефірі. Корея»[en] — ведуча 1—4 сезонів з 2011 по 2013 рік.

## Нагороди
| Рік  | Нагорода                                | Категорія                                                                            | Робота                                                          | Результат | Прим. |
| ---- | --------------------------------------- | ------------------------------------------------------------------------------------ | --------------------------------------------------------------- | --------- | ----- |
| 2013 | 7-ма Премія Вибір Mnet 20's             | 20-ка вибухових зірок (жінки)                                                        | «Суботнього вечора в прямому ефірі. Корея» та «Мої милі хлопці» | Номінація |       |
| 2014 | 3-тя Премія «Зірок МААТР»               | Краща нова акторка                                                                   | «Відкриття кохання»                                             | Перемога  | [ 5 ] |
| 2014 | 33-тя Премія MBC драма                  | Краща акторка короткої драми                                                         | «Щоденник ображеної жінки»                                      | Номінація |       |
| 2014 | 28-ма Премія KBS драма                  | Краща нова акторка                                                                   | «Відкриття кохання» та «Я незабаром помру»                      | Перемога  | [ 6 ] |
| 2015 | 10-та Премія Max Movie                  | Краща акторка другого плану                                                          | «Міс бабуся»                                                    | Номінація |       |
| 2015 | 10-та Премія Max Movie                  | Краща нова акторка                                                                   | «Ода моєму батькові»                                            | Перемога  |       |
| 2015 | 51-ша Премія мистецтв Пексан            | Краща нова акторка телебачення                                                       | «Відкриття кохання»                                             | Номінація |       |
| 2016 | 11-та Сеульська міжнародна премія драми | Краща акторка                                                                        | «Splash Splash Love»                                            | Номінація |       |
| 2016 | 4-та щорічна премія DramaFever          | Краща акторка другого плану                                                          | «О, мій привид»                                                 | Перемога  |       |
| 2016 | 4-та щорічна премія DramaFever          | Найкраща жіночність (разом з Пак Бо Йон)                                             | «О, мій привид»                                                 | Номінація |       |
| 2016 | Премія tvN10                            | Краща химія (разом з Пак Бо Йон)                                                     | «О, мій привид»                                                 | Перемога  | [ 7 ] |
| 2016 | Премія tvN10                            | Зроблено на tvN (акторка вар'єте)                                                    | «Суботнього вечора в прямому ефірі. Корея»                      | Перемога  | [ 7 ] |
| 2016 | 24-та Премія SBS драма                  | Нагорода за майстерність (акторка романтично-комедійної драми)                       | «Друга та остання любов»                                        | Номінація |       |
| 2017 | 22-га Кінопремія Чунса                  | Спеціальна нагорода за популярність                                                  | Н/Д                                                             | Перемога  |       |
| 2017 | 36-та Премія MBC драма                  | Нагорода за майстерність (акторка серіалу що транслювався щопонеділка та щовівторка) | «Охоронці»                                                      | Номінація |       |
| 2019 | 38-ма Премія MBC драма                  | Нагорода за майстерність (акторка серіалу що транслювався щосереди та щочетверга)    | «Кохання з вадами»                                              | Номінація |       |
| 2020 | 39-та Премія MBC драма                  | Нагорода за майстерність (акторка серіалу що транслювався щосереди та щочетверга)    | «Знайди мене у своїй пам’яті»                                   | Перемога  |       |